# Bondojito (estación)
Bondojito es una de las estaciones que forman parte del Metro de la Ciudad de México, perteneciente a la Línea 4. Se ubica al norte de la Ciudad de México, en la alcaldía Gustavo A. Madero.

## Información general
Recibe el nombre debido a la colonia donde se encuentra situada la estación. La palabra bondo significa en lengua otomí: nopal pelón. El isotipo representa una nopalera (cactácea Opuntia ficus-indica). Es una estación elevada.

### Afluencia
En 2014, Bondojito fue la 24° estación con menor afluencia en la red, registrando sólo 26,798 usuarios en promedio en día laborable.
La siguiente tabla muestra la afluencia de la estación en los últimos 10 años:
| Afluencia Anual de Pasajeros | Afluencia Anual de Pasajeros | Afluencia Anual de Pasajeros | Afluencia Anual de Pasajeros | Afluencia Anual de Pasajeros | Afluencia Anual de Pasajeros |
| ---------------------------- | ---------------------------- | ---------------------------- | ---------------------------- | ---------------------------- | ---------------------------- |
| Año                          | Afluencia                    | A Diario                     | Ranking Anual                | Aumento%                     | Ref.                         |
| 2023                         | 1,821,073                    | 4,989                        | 162°/195                     | +6.23%                       | [ 3 ]                        |
| 2022                         | 1,714,286                    | 4,696                        | 159°/195                     | +37.93%                      | [ 4 ]                        |
| 2021                         | 1,242,891                    | 3,405                        | 164°/195                     | +4.66%                       | [ 5 ]                        |
| 2020                         | 1,187,599                    | 3,244                        | 182°/195                     | -49.93%                      | [ 6 ]                        |
| 2019                         | 2,371,742                    | 6,497                        | 178°/195                     | -0.92%                       | [ 7 ]                        |
| 2018                         | 2,393,689                    | 6,558                        | 178°/195                     | +4.21%                       | [ 8 ]                        |
| 2017                         | 2,296,986                    | 6,293                        | 179°/195                     | -6.62%                       | [ 9 ]                        |
| 2016                         | 2,459,781                    | 6,720                        | 176°/195                     | +0.88%                       | [ 10 ]                       |
| 2015                         | 2,438,388                    | 6,680                        | 166°/195                     | +4.95%                       | [ 11 ]                       |
| 2014                         | 2,323,324                    | 6,365                        | 172°/195                     | -2.06%                       | [ 12 ]                       |

## Esquema de estación
| Nivel de calle (Acceso y taquillas) |

| Andén (en primer piso elevado) | Plataforma lateral, puertas abren a la derecha | Plataforma lateral, puertas abren a la derecha |
| Andén (en primer piso elevado) | dirección Santa Anita sur                      | ← hacia Consulado                              |
| Andén (en primer piso elevado) | dirección Martín Carrera norte                 | hacia Talismán →                               |
| Andén (en primer piso elevado) | Plataforma lateral, puertas abren a la derecha |                                                |

## Conectividad

### Salidas
- Oriente: Eje 2 Oriente Avenida H. Congreso de la Unión esquina Oriente 103, Colonia Tablas de San Agustín.
- Poniente: Eje 2 Oriente Avenida H. Congreso de la Unión esquina Oriente 103, Colonia Tablas de San Agustín.

### Conexiones
Existen conexiones con las estaciones y paradas de diversos sistemas de transporte:
- Algunas rutas de la RTP.
- Tiene conexión con la Línea 4 del Trolebús.[13]